# Camioncino dei gelati

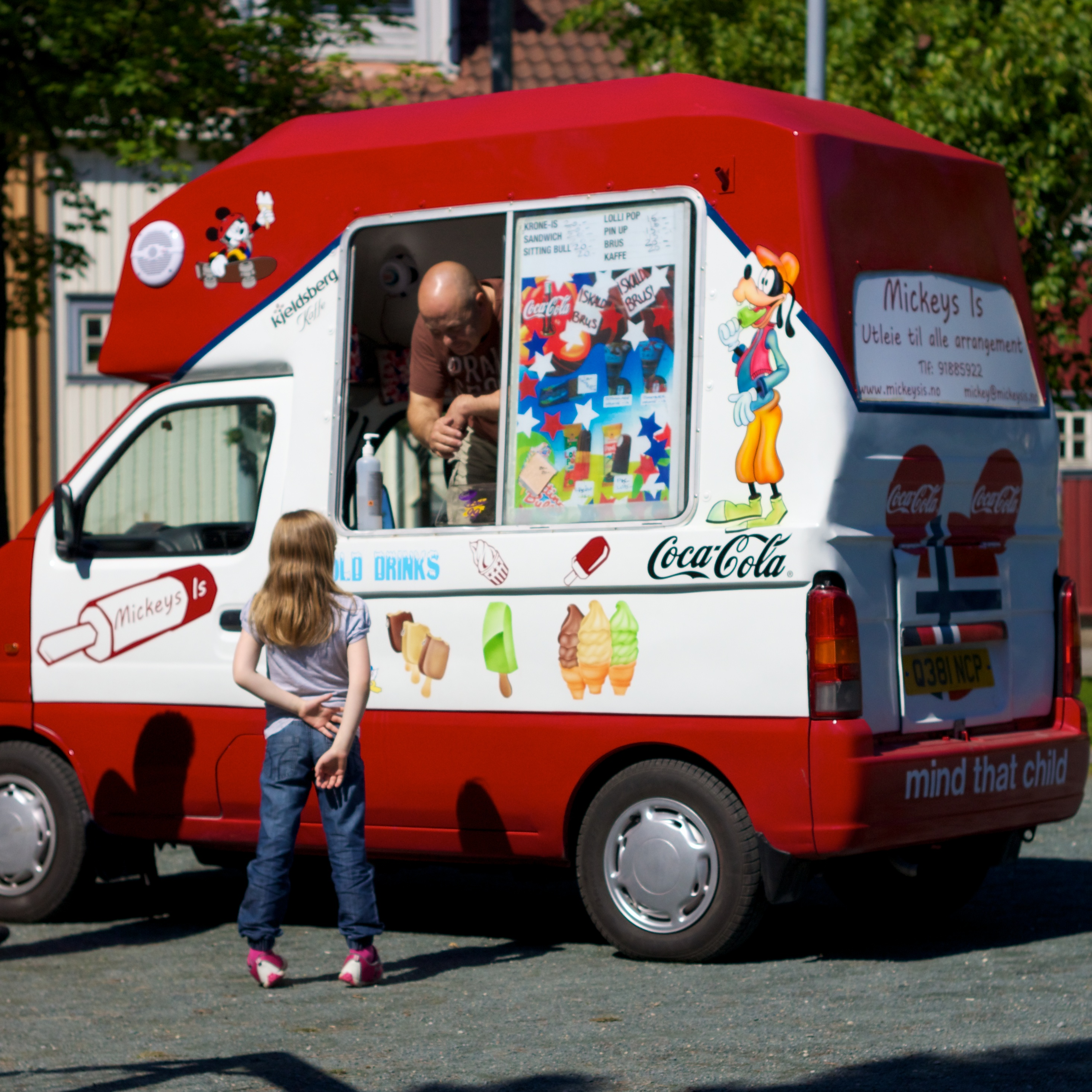
Camioncino dei gelati moderno

Un camioncino dei gelati, furgone dei gelati o furgoncino dei gelati è un tipo di furgone dotato di una bancarella in cui viene servito il gelato e altri prodotti correlati.

## Storia
I camioncini dei gelati hanno come antecedenti i carri trainati da cavalli che, a partire dalla fine degli anni venti, fungevano da bancarelle per vendere il gelato. I primi furgoncini vendevano esclusivamente gelati tradizionali. Con il passare degli anni, quando i congelatori iniziarono a essere alla portata di tutti, tali mezzi di trasporto iniziarono a distribuire al pubblico altri prodotti di gelateria e ghiaccioli. A contribuire al successo dei furgoncini vi furono i jingle: melodie semplici e orecchiabili tutt'oggi usati dai venditori di gelato ambulanti per attirare il pubblico pagante. Tra i jingle più celebri usati dai venditori di gelato vi sono The Band Played On, Camptown Races, The Entertainer e Greensleeves.
I camioncini dei gelati sono presenti in tutto il mondo, soprattutto negli USA e nel Regno Unito, e vengono fabbricati da vere e proprie ditte specializzate.